# Cerkev sv. Jurija, Miren
Cerkev sv. Jurija stoji v naselju Miren. Je sedež župnije Miren, ki obsega župnijsko cerkev sv. Jurija v Mirnu, podružnično cerkev sv. Avguština v Orehovljah in podružnično cerkev Žalostne Matere Božje na Mirenskem gradu.

## Cerkvina predhodnica
Prva župnijska cerkev je stala bližje reki Vipavi, vendar njena lokacija ni znana. Njeni začetki naj bi segali vsaj v 10. stoletje, ko naj bi bila postavljena kakor lastniška cerkev. Reka Vipava jo je pogosto poplavljala, zato so novo zgradili  na sedanjem mestu, verjetno v 15. stoletju. Slednja je bila leta 1826 porušena, na istem mestu pa je bila zgrajena sedanja, ki je bila posvečena 30. Avgusta 1828. Izmed cerkvenega okrasja iz ''starejše'' cerkve sta se ohranila le stranska oltarja Rožnovenske Matere Božje z Jezuščkom in Srca Jezusovega, v baročnem slogu.

## Današnja župnijska cerkev

### Zgodovina cerkvene stavbe
V času gospoda župnika Krištofa Spolada je Miren dobil novo cerkev. Zgrajena je bila leta 1827, posvečena pa 30. avgusta leto pozneje. Cerkev je bila med 1. svetovno vojno hudo poškodovana, saj se so naselje prizadeli hudi boji 6. soške bitke. Med obnovo opustošene cerkve, ki je stekla februarja. Leta 1926 so prvotni zvonik s pročelja premestili za cerkev in odstranili večino pročeljnega okrasja. Prva maša v prenovljeni cerkvi je potekla 12. junija 1927.

### Opis cerkve
Cerkev je enoladijska grajena v neklasicističnem slogu. Glavni oltar je posvečen sv. Juriju stranska zavetnika pa sta sveta Peter in Pavel. V cerkvi sta še dva stranska oltarja posvečena Srcu Jezusovemu in Rožnovenski Materi Božji. V cerkveni ladji sta še oltarna niša z misjonskim križem in kalvarijo na levi strani in oltarna niša s kipom sv. Jožefa in podobami iz njegovega življenja na desni strani. Pod pevskim korom je tudi kapelica s kipom Lurške Matere Božje. Slavoločno steno krasi freska dobrega pastirja, strop prezbiterija pa freska s prizori iz Jezusovega življenja in podoba Jagnjeta Božjega v centralnem medaljonu. 
Nad vhodom v zakristijo je v zid ugrajena spominska plošča iz leta 1828, napis v latinščin pa se glasi: "ANNO ANTE EXTRVCTA TRIGES IMA AVGVSTI DEO CONSECRATA", kar v slovenskem prevodu pomeni: "Leto poprej zgrajena, trideseta avgusta Bogu posvečena".
Pročelje krasijo štirje pilastri, ki fasado delijo na tri ploskve. Na stranskih ploskvah sta okni in manjša vrata, Osrednjo ploskev pa bogati niša s kipom svetega Jurija iz leta 1997 in velika vrata z razkošnim kamnitim oramentom. Na slemenu cerkvene strehe stoji kamniti križ. 

### Cerkvena glasba

#### Orgle
Prve orgle v župnijski cerkvi je v času župnika Krištofa Spolada leta 1830 postavil mojster Vičič iz Črnič. Bile so mehanskega tipa in so obsegale 14 registrov. V 1. svetovni vojni so bile uničene tako, da je nove orgle pnevmatskega tipa leta 1927 postavil lokalni orglarski mojster Ivan Kacin. Leta 1996 so bile orgle prenovljene in dodanih je bilo 5 novih registrov. Obnovo je opravil orglarski mojster Anton Jenko, novi jezičniki pa so bili izdelani v Italiji in v Nemčiji.
Sedanja dispozicija:
| I Manual |                  |    |
| 1.       | Principal        | 8′ |
| 2.       | Bordon           | 8′ |
| 3.       | Oktava           | 4' |
| 4.       | Mixtura III.-IV. | 2′ |

| II Manual |                     |        |
| 5.        | Violinski principal | 8′     |
| 6.        | Salicional          | 8′     |
| 7.        | Vox angelika        | 8′     |
| 8.        | Flauta              | 4′     |
| 9.        | Kvinta              | 2 2/3′ |
| 10.       | Oktava              | 2′     |
| 11.       | Terca               | 1 3/5′ |
| 12.       | Tromba              | 8′     |

| Pedal |            |     |
| 13.   | Subbas     | 16′ |
| 14.   | Oktava bas | 8′  |
| 15.   | Fagot      | 16′ |

#### Zvonovi
Že od začetkov župnije v Mirnu ubrano donijo zvonovi župnijske cerkve. Prejšnje zvonove je doletela strašna usoda 1. in 2. svetovne vojne. Leta 1970 pa je župnijska cerkev po dolgoletnih prizadevanjih dobila tri nove zvonove, ki jih je izdelala livarna Ferralit iz Žalca. Sedaj so v zvoniku štirje zvonovi:
- zvon svetega Jurija; 1100 kg; udarni ton Es; 1970
- zvon Srca Jezusovega; 803 kg; udarni ton F; 1970
- zvon Marije pomočnice Kristjanov; 550 kg; udarni ton G; 1970
- zvon svete Družine; nn; nn; 1921